# Theodore Van Kirk

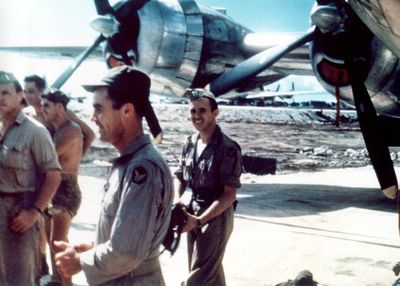
Bemanning van de Enola Gay na hun missie boven Hiroshima. Van Kirk staat in het midden op de voorgrond, rechts op de achtergrond is Paul Tibbetts zichtbaar

Theodore Van Kirk (Northumberland, 27 februari 1921 – Stone Mountain, 28 juli 2014) is bekend als Amerikaanse navigator van de Enola Gay, het vliegtuig dat op 6 augustus 1945 boven Hiroshima de eerste atoombomaanval uit de geschiedenis uitvoerde. Na een tweede atoombom op Nagasaki capituleerde Japan op 15 augustus.
Van Kirk was 24 jaar oud tijdens de aanval, die hij in zijn latere leven altijd verdedigde omdat deze de Tweede Wereldoorlog had bekort en veel Amerikaanse levens had gespaard. Hij was het langst levende bemanningslid.